# Divize E 1994/1995
V soubojích 4. ročníku Moravskoslezské divize E 1994/95 (jedna ze skupin 4. fotbalové ligy) se utkalo 16 týmů každý s každým dvoukolovým systémem podzim–jaro. Tento ročník začal v srpnu 1994 a skončil v červnu 1995.

## Nové týmy v sezoně 1994/95
- Z MSFL 1993/94 sestoupila do Divize E mužstva FK 1. máj Karviná a FC Slavoj Kovkor Bruntál. V karvinské kopané však v tomto období začalo docházet k fúzím klubů. II. ligu 1995/96 hrála FC Karviná (2. místo a postup do I. ligy 1996/97), MSFL 1995/96 (3. nejvyšší soutěž) hrály FC Vítkovice (1. místo a postup do II. ligy 1996/97). Po osamostatnění obou oddílů hrálo v sezoně 1995/96 v Divizi E mužstvo KD  (Karvinské doly) Karviná.
- Mužstvo VTJ Kroměříž zaniklo po sezoně 1993/94 sloučením s TJ Spartak Hulín do SK VTJ Spartak Hulín, hulínští tímto po jednosezonní přestávce znovu nabyli divizní příslušnost.
- Mužstvo TJ Důl František Horní Suchá bylo po sezoně 1993/94 dočasně sloučeno s druholigovým FK Baník Havířov, jeho místo zaujalo B-mužstvo Havířova (po sezoně se odhlásilo).[1]
- Ze Slezského župního přeboru 1993/94 postoupilo vítězné mužstvo TJ Důl 9. květen Albrechtice.[2]
- Z Hanáckého župního přeboru 1993/94 postoupilo vítězné mužstvo SK UNO Zábřeh.[2]

## Konečná tabulka
Zdroj: 
| Poř. | Tým                              | Z  | V  | R  | P  | VG | OG | B  |
| ---- | -------------------------------- | -- | -- | -- | -- | -- | -- | -- |
| 1.   | FC Karviná-Vítkovice „B“         | 30 | 17 | 9  | 4  | 60 | 26 | 60 |
| 2.   | FC Dukla SEKOPT Hranice          | 30 | 18 | 6  | 6  | 65 | 31 | 60 |
| 3.   | TJ Slezan Frýdek-Místek          | 30 | 16 | 7  | 7  | 54 | 41 | 55 |
| 4.   | SK VTJ Spartak Hulín (N)         | 30 | 14 | 7  | 9  | 51 | 37 | 49 |
| 5.   | FK UNO Zábřeh (N)                | 30 | 14 | 6  | 10 | 47 | 40 | 48 |
| 6.   | TJ Valašské Meziříčí             | 30 | 11 | 10 | 9  | 60 | 51 | 43 |
| 7.   | FK ARTEP Město Albrechtice       | 30 | 12 | 7  | 11 | 39 | 37 | 43 |
| 8.   | TJ Důl 9. květen Albrechtice (N) | 30 | 12 | 5  | 13 | 56 | 59 | 41 |
| 9.   | FK Baník Havířov „B“             | 30 | 11 | 7  | 12 | 38 | 37 | 40 |
| 10.  | TJ Nový Jičín                    | 30 | 11 | 6  | 13 | 50 | 52 | 39 |
| 11.  | SK Prostějov                     | 30 | 11 | 6  | 13 | 52 | 44 | 39 |
| 12.  | FC Slavoj Kovkor Bruntál (S)     | 30 | 11 | 6  | 13 | 42 | 42 | 39 |
| 13.  | FK Slavia Orlová-Lutyně          | 30 | 11 | 4  | 15 | 50 | 54 | 37 |
| 14.  | TJ Biocel Vratimov               | 30 | 9  | 6  | 15 | 37 | 51 | 33 |
| 15.  | FC Kopřivnice                    | 30 | 9  | 6  | 15 | 39 | 57 | 33 |
| 16.  | TJ Sigma Lutín                   | 30 | 3  | 2  | 25 | 17 | 98 | 11 |

Poznámky:
- Z = Odehrané zápasy; V = Vítězství; R = Remízy; P = Prohry; VG = Vstřelené góly; OG = Obdržené góly; B = Body; (S) = Mužstvo sestoupivší z vyšší soutěže; (N) = Mužstvo postoupivší z nižší soutěže (nováček)
- O pořadí na 1. a 2. místě rozhodl lepší podíl skóre Karviné-Vítkovic B, bilance vzájemných zápasů i rozdíl skóre byly vyrovnané: Karviná-Vítkovice B - D. Hranice 1:0, Hranice - D. Karviná-Vítkovice B 1:0[3]
- O pořadí na 6. a 7. místě rozhodla bilance vzájemných zápasů: Val. Meziříčí - M. Albrechtice 2:1, M. Albrechtice - Val. Meziříčí 2:2[3]
- O pořadí na 10. až 12. místě rozhodla minitabulka vzájemných zápasů: N. Jičín - Prostějov 4:3, N. Jičín - Bruntál 3:0, Prostějov - N. Jičín 1:2, Prostějov - Bruntál 0:0, Bruntál - N. Jičín 3:1, Bruntál - Prostějov 3:5[3]

| Poř. | Tým                      | Z | V | R | P | VG | OG | B |
| ---- | ------------------------ | - | - | - | - | -- | -- | - |
| 10.  | TJ Nový Jičín            | 4 | 3 | 0 | 1 | 10 | 7  | 9 |
| 11.  | SK Prostějov             | 4 | 1 | 1 | 2 | 9  | 9  | 4 |
| 12.  | FC Slavoj Kovkor Bruntál | 4 | 1 | 1 | 2 | 6  | 9  | 4 |

- O pořadí na 14. a 15. místě rozhodlo lepší skóre Vratimova, bilance vzájemných zápasů byla vyrovnaná: Vratimov - Kopřivnice 1:1, Kopřivnice - Vratimov 0:0[3]
- Prostějovští získali od klubu FC LeRK Brno druholigovou licenci.

|  | Postup do II. ligy 1995/96                        |
|  | Postup do MSFL 1995/96 jako FC Vítkovice          |
|  | Sestup do I. A třída Slezské župy – sk. B 1995/96 |
|  | Sestup do Hanáckého župního přeboru 1995/96       |
|  | B-mužstvo odhlášeno                               |